# RK Podravka Koprivnica
Rukometni Klub Podravka Koprivnica er en kroatisk håndboldklub fra byen Koprivnica. Klubben er kendt for sin kvindehold, som vandt EHF Champions League og Champions Trophy i 1996. Holdet har tidligere spillet under navnene Podravka Dolcea og Podravka Koprivnica.

## Meritter
Nationale titler
- Kroatisk mester: 1993, 1994, 1995, 1996, 1997, 1998, 1999, 2000, 2001, 2002, 2003, 2005, 2006, 2007, 2008.
- Jugoslavisk mester: 1966, 1967.

Bedste internationale resultater
- EHF Champions League: Vinder 1996, finalist 1995, semifinalist 1998.
- Cup Winners' Cup: Finalist 2005, semifinalist 2008.
- EHF Cup: Finalist 2001, 2006.
- Champions Trophy: Vinder 1996.

## Aktuel trup

### Spillertruppen 2021-22
| Målvogter - 01 Antonia Tucaković - 20 Julija Dumanska - 30 Nika Galinec Fløjspillere LW - 05 Korina Karlovčan - 13 Dijana Mugoša RW - 03 Ana Turk - 02 Nikolina Zadravec Stregspiller - 06 Elena Popović - 18 Sara Šenvald - 27 Iryna Stelmakh | Bagspillere LB - 08 Selena Milošević - 10 Dejana Milosavljević - 15 Ana Buljan - 22 Bojana Milić - 97 Bianca Bazaliu CB - 04 Larissa Kalaus - 21 Dziyana Ilyina RB - 14 Lea Franušić |